# Miquel Abós Serena
Miquel Abós Serena (Saragossa 1889 - Septfonds (Tarn i Garona), 1940) fou un destacat militant de la CNT. El febrer de 1916 era cap del Comitè local de la CNT de Saragossa. El 1917 es traslladà a Barcelona, milità en el ram de la metal·lúrgia i participà activament en la vaga general de 1917. Assistí al Congrés de Sants de 1918 com a representant dels Calderers de Coure de Barcelona. Participà en el segon congrés confederal de la CNT a Madrid el desembre de 1919 com a representant el Sindicat Únic del ram del metall.
Va ser empresonat a Barcelona en el vaixell "Giralda" i deportat al castell de la Mola de Maó el 30 de novembre de 1920 amb Lluís Companys i Salvador Seguí. Retornà a Saragossa i assistí a la Conferència de Saragossa, celebrada el juny de 1922. El 1931 va formar part de la comissió que es va entrevistar amb el ministre de treball de la República per a negociar la jornada de 7 hores a les mines i un augment salarial. També va assistir als congressos confederals de Madrid (juny de 1931) i al de Saragossa (maig de 1936) i el 1933 fou nomenat secretari de la CNT d'Aragó, Rioja i Navarra. En 1935 va ser detingut amb Adolfo Arnal i Servet Martínez per ordre del governador civil Francisco de Paula Duelo.
Un cop esclatada la guerra civil espanyola, el 19 de juliol de 1936 era secretari del Comitè Regional d'Aragó, la Rioja i Navarra i fou detingut pels franquistes, que li proposaren col·laborar amb ells en el camp sindical. S'hi negà i fou empresonat. El Comitè de la CNT el va culpabilitzar de la ràpida caiguda de Saragossa a mans dels franquistes a causa de la seva actitud vacil·lant. Més tard s'evadí gràcies al coronel franquista (però maçó) Urrutia i passà a la zona republicana. va fugir fins a Farlete i d'allí a Bujaraloz, on hi havia la Columna Durruti. El Comitè Regional d'Aragó el va traslladar a Alcanyís i el 31 de gener de 1937 una reunió de militants el va acusar de traïció, raó per la qual el tancaren al camp de Valmuel.
Fou alliberat el juliol de 1937 i treballà en una llar de combatents de la 127 Brigada Mixta a Bellver de Cinca fins al final de la guerra. Exiliat a França, va ser internat en els camps de concentració del Barcarès i al Camp de Judes de Septfonds, on va morir d'un accés pulmonar per asma.